# Угриньківська сільська рада
Угри́ньківська сільська́ ра́да — адміністративно-територіальна одиниця та орган місцевого самоврядування в Заліщицькому районі Тернопільської області. Адміністративний центр — село Угриньківці.

## Загальні відомості
- Територія ради: 4,88 км²
- Населення ради: 1 113 особи (станом на 2001 рік)
- Територією ради протікає річка Тупа

## Населені пункти
Сільській раді підпорядковані населені пункти:
- с. Угриньківці
- с. Бересток
- с. Хартонівці

## Склад ради
Рада складається з 16 депутатів та голови.
- Голова ради: Гарвасюк Любов Федорівна
- Секретар ради: Піхлик Оксана Антонівна

### Керівний склад попередніх скликань
| Прізвище, ім'я, по батькові | Основні відомості                                                 | Дата обрання | Дата звільнення |
| --------------------------- | ----------------------------------------------------------------- | ------------ | --------------- |
| Гарвасюк Любов Федорівна    | Сільський голова, 1956 року народження, освіта вища, позапартійна | 26.03.2006   | 31.10.2010      |
| Гарвасюк Любов Федорівна    | Сільський голова, 1956 року народження, освіта вища, позапартійна | 31.10.2010   |                 |

Примітка: таблиця складена за даними сайту Верховної Ради України

### Депутати
За результатами місцевих виборів 2010 року депутатами ради стали:

#### За суб'єктами висування
| Суб'єкт висування         | Кількість обраних депутатів | %    |
| ------------------------- | --------------------------- | ---- |
| Самовисування             | 9                           | 56,3 |
| Українська Народна Партія | 7                           | 43,8 |

#### За округами
| № округу                  | Прізвище, ім'я, по батькові   | Дата визнання обраним | Освіта             | Партійна приналежність | Відомості про обраного депутата                        |
| ------------------------- | ----------------------------- | --------------------- | ------------------ | ---------------------- | ------------------------------------------------------ |
| Українська Народна Партія |                               |                       |                    |                        |                                                        |
| 3                         | Гошовська Ольга Антонівна     | 01.11.2010            | середня спеціальна | позапартійна           | Угриньківська сільська рада, бухгалтер                 |
| 6                         | Яремій Віктор Миколайович     | 01.11.2010            | середня            | позапартійний          | ВАТ «Райагропостач», робочий                           |
| 8                         | Піхлик Андрій Іванович        | 01.11.2010            | середня            | позапартійний          | тимчасово не працює                                    |
| 10                        | Мазур Іван Іванович           | 01.11.2010            | середня спеціальна | позапартійний          | Автостанція, заправщик                                 |
| 11                        | Піхлик Оксана Антонівна       | 01.11.2010            | середня            | позапартійна           | Бібліотека-філія с. Хартонівці, бібліотекар            |
| 14                        | Горбуль Ольга Василівна       | 01.11.2010            | середня спеціальна | позапартійна           | тимчасово не працює                                    |
| 16                        | Недошитко Володимир Федорович | 01.11.2010            | середня            | позапартійний          | ПП «Світанок», робочий                                 |
| Самовисування             |                               |                       |                    |                        |                                                        |
| 1                         | Гервасюк Оксана Ярославівна   | 01.11.2010            | середня спеціальна | позапартійна           | фельдшерсько-акушерський пункт с. Хартонівці, фельдшер |
| 2                         | Погар Ніна Іванівна           | 01.11.2010            | середня спеціальна | позапартійна           | Відділення зв'язку с. Угриньківці, листоноша           |
| 4                         | Яскілка Надія Михайлівна      | 01.11.2010            | середня спеціальна | позапартійна           | Угриньківська сільська рада, землевпорядник            |
| 5                         | Чухрій Володимир Іванович     | 01.11.2010            | середня спеціальна | позапартійний          | приватний підприємець                                  |
| 7                         | Воліцька Галина Михайлівна    | 01.11.2010            | середня спеціальна | позапартійна           | Дитячий садочок с. Угриньківці, вихователь             |
| 9                         | Абрамець Олександра Іванівна  | 01.11.2010            | середня спеціальна | позапартійна           | загальноосвітня школа І-ІІ ст. с. Хартонівці, вчитель  |
| 12                        | Парфьонова Жанна Зіновіївна   | 01.11.2010            | середня            | позапартійна           | ПП «Арма», робітник                                    |
| 13                        | Котузяк Віктор Романович      | 01.11.2010            | середня            | позапартійний          | тимчасово не працює                                    |
| 15                        | Мартишко Василь Андрійович    | 01.11.2010            | вища               | позапартійний          | приватний підприємець                                  |